# 1858 dans le catholicisme
Chronologie du catholicisme
- 1854
- 1855
- 1856
- 1857
- 1858
- 1859
- 1860
- 1861
- 1862

Cet article présente les faits marquants de l'année 1858 dans le catholicisme.

## Évènements
- 11 février : Première apparition de la Vierge Marie à Bernadette Soubirous à la grotte de Massabielle à Lourdes.
- 15 mars : Création de 7 cardinaux par Pie IX.
- 25 mars : La « dame » apparue à Bernadette Soubirous lui révêle « Que soy era immaculada councepciou » (« Je suis l'Immaculée Conception »)
- 25 juin : Création d'un cardinal par Pie IX.
- 12 juillet : Mariage des Saints Louis et Zélie Martin, parents de Sainte Thérèse de Lisieux.
- 16 juillet : Dernière apparition de la Vierge Marie à Bernadette Soubirous.

## Naissance
- 20 novembre : Franz Zorn von Bulach, prélat fançais, évêque auxiliaire de Strasbourg et évêque titulaire d'Érythrée (de) († 13 janvier 1925)

## Décès
- 12 décembre : Ludovico Gazzoli, cardinal italien de la Curie (° 18 mars 1774)